# 窟設部

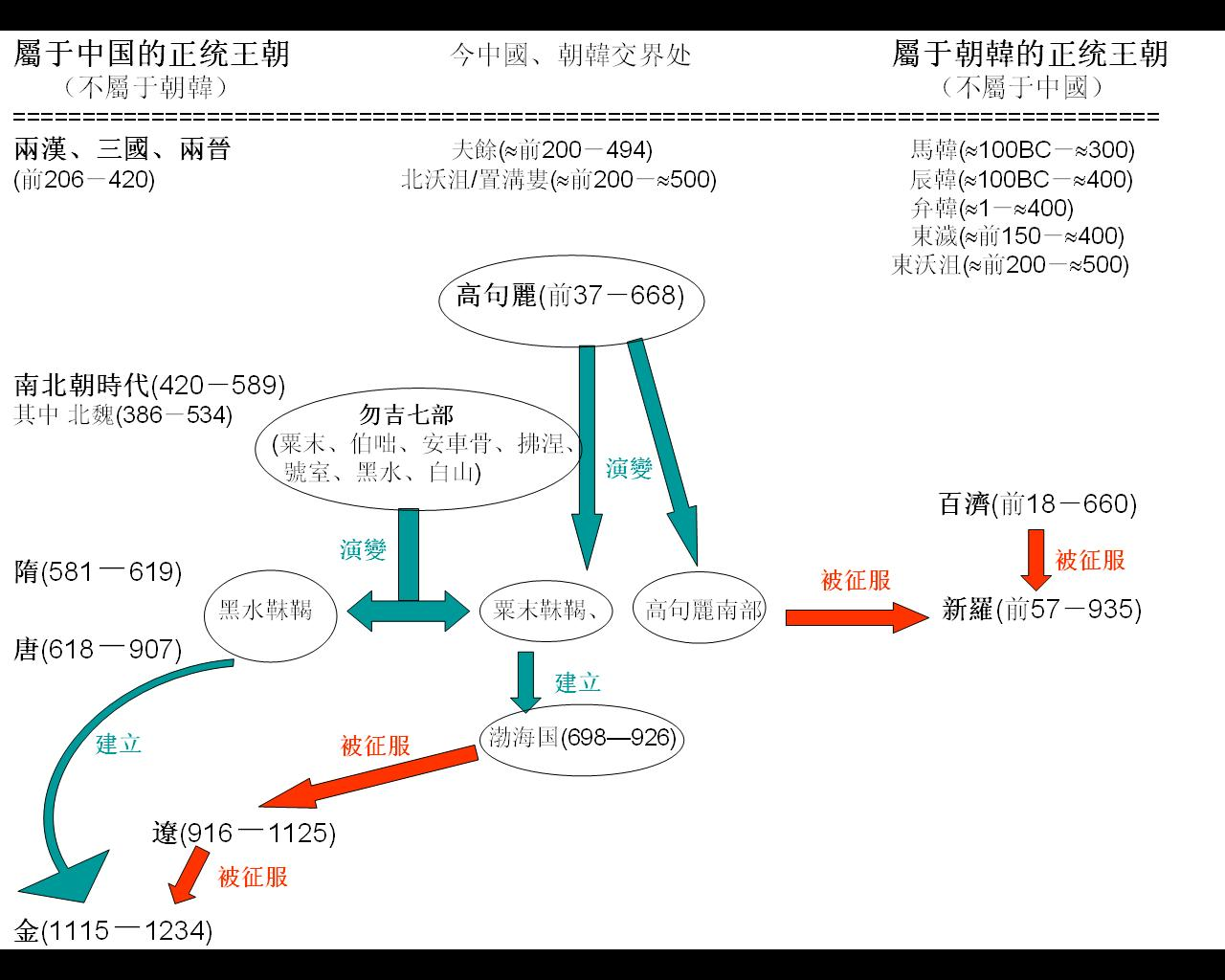
勿吉七部（靺鞨七部）の民族系統。勿吉七部（靺鞨七部）の粟末靺鞨の系統が渤海国に発展し、勿吉七部（靺鞨七部）の黒水靺鞨の系統が金に発展している。

窟説部 （くっせつぶ）は窟説靺鞨（くっせつまっかつ）ともいい、靺鞨族の一派であり、唐の時代には黒水靺鞨十六部（こくすいまっかつ）のひとつであった。

## 歴史
黒水部から窟説部がある黒水靺鞨となるのは唐の時代で、靺鞨全体としては現在のロシアの沿海州から中国の東北部の満州とモンゴルの一部を含み北はバイカル湖に至る大きな地域にまたがる。かつて勢力を誇った勿吉は靺鞨の前身でありまた勿吉は粛慎・挹婁の末裔であった。黒水靺鞨も他の靺鞨と同じようにツングース系語族であると見られていたが、黒水靺鞨十六部のうち窟説部、莫曳皆部（ばくえいかいぶ）などのいくつか部族に関してはパレオアジアート（古シベリア語族）であったとの見方がある。
窟説部の場所として間宮海峡越えてサハリン北部まで含めてしまう説があるが、サハリンには5世紀〜13世紀までオホーツク人が居住しており窟説部が存在していた痕跡は見つかっていない。一方最近明らかになった黒竜江の遜克県にある河西古城遺跡地域にいた窟説部の人たちの考古学的調査による活動記録よれば中国歴史書『新唐書』《渤海・北夷伝》の「東北に十日行くと窟設部があった」との記述のとおりの位置に符合していたという 。それらのことからいまだその所在地の議論があるものの、サハリン北部ではなく、沿海州北部からアムール川を中流まで遡った黒竜江省付近までが窟说部の生活圏であったとする可能性のほうが高い。
窟説もしくは屈説の名称は　Kut-set ではなく、Kut-yet、ku- üyeh の音で、アイヌを意味する骨嵬（ ku- üyeh）苦夷（Kui）庫葉（ku- yeh） の別称であり窟説は骨嵬や庫葉の語源にもなっているとの説があり、漢の「韓説」（カンエツ）や唐の「張説」（チョウエツ）など「説」（セツ）を「エツ」と読まれていることからももとは一つの同じ言葉（音訳）であったことが覗える。骨嵬や庫葉の起源は明確な記録はないものの唐代に記述されているこの窟説部であると一般的に考えられている。
唐代の中国王朝ころは窟説部は統括する黒水都督府の管轄なっていたが、距離的にかなり遠方にあることもあって窟説部の朝貢は長く続かなかった。７世紀になると窟説部は莫曳皆部（ばくえいかい）、郡利部（ぐんり）とともに渤海国の朝貢支配下に入った。8世紀に黒水都督府は廃止され渤海湖漢州都督府に変わった。名称が変わって一部、鄚頡府（モゼ）や鉄利府（テリ）に編入されたともある。渤海が滅んで女真族と一緒になった遼の時代になると遼からは比較的独立した地位になり北方辺境的民族性がしだいに強くなっていった。他の靺鞨族とともに「靺鞨」の言葉は使われなくなり代わりに「女真」の呼称になっていったという。